# Never, Never, Never/Day by Day
Never, Never, Never/Day by Day è un singolo della cantante britannica Shirley Bassey, pubblicato il 3 marzo 1973 come primo estratto dall'album Never, Never, Never.
Prodotto da Noel Rogers, fu un successo mondiale grazie al brano sul lato A, cover di Grande, grande, grande, raggiungendo le top ten di Australia, Regno Unito, Singapore e Sudafrica. La canzone fu pubblicata in tutto il mondo insieme alla traccia lato B Day by Day, brano tratto dall'album And I Love You So (1972).

## Tracce
LP Singolo 7" (Angola, Portogallo) (United Artists Records N-S-14-64)
1. Never, Never, Never (Grande, Grande, Grande) (testo: Alberto Testa, Norman Newell – musica: Tony Renis)
2. Day by Day (Stephen Schwartz, John-Michael Tebelak)

LP Singolo 7" (Australia, Israele) (United Artists Records K-5035, UP 35490)
1. Never, Never, Never – 3:35 (testo: Testa, Newell – musica: Renis)
2. Day by Day – 2:48 (Schwartz, Tebelak)

LP Singolo 7" (Canada, Stati Uniti) (United Artists Records UA-XW211 -W)
1. Never, Never, Never (Grande, Grande, Grande) – 3:38 (testo: Testa, Newell – musica: Renis)
2. Day by Day – 2:48 (Schwartz, Tebelak)

LP Singolo 7" (Francia, Regno Unito) (United Artists Records UP 35.490)
1. Never, Never, Never (Grande, Grande, Grande) – 3:35 (testo: Testa, Newell – musica: Renis)
2. Day by Day (from the musical production Godspell) – 2:48 (Schwartz, Tebelak)

LP Singolo 7" (Giappone) (United Artists Records HIT-2105 (S))
1. Never, Never, Never (Grande, Grande, Grande) – 3:40 (testo: Testa, Newell – musica: Renis)
2. Day by Day – 2:45 (Schwartz, Tebelak)

LP Singolo 7" (Italia) (United Artists Records UA 35490)
1. Never, Never, Never (Versione inglese di "Grande, Grande, Grande") – 3:35 (testo: Testa, Newell – musica: Renis)
2. Day by Day – 2:48 (Schwartz, Tebelak)

LP Singolo 7" (Libano) (United Artists Records UA 943)
1. Never, Never, Never (Grande, Grande, Grande) – 3:35 (testo: Testa, Newell – musica: Renis)
2. Day by Day – 2:48 (Schwartz, Tebelak)

LP Singolo Promo 7" (Messico) (United Artists Records G-1217)
1. Nunca, Nunca, Nunca (Never, Never, Never) (testo: Testa, Newell – musica: Renis)
2. Día a día (Day by Day) (Schwartz, Tebelak)

LP Singolo 7" (Nuova Zelanda) (United Artists Records UAK 5035)
1. Never, Never, Never – 3:35 (testo: Testa, Newell – musica: Renis)
2. Day by Day – 2:48 (Schwartz, Tebelak)

LP Singolo 7" (Spagna) (United Artists Records HS 929)
1. Grande, Grande, Grande (Never, Never, Never) – 3:35 (testo: Testa, Newell – musica: Renis)
2. Día tras día (Day by Day) – 2:48 (Schwartz, Tebelak)

## Successo commerciale
Nel Regno Unito iI singolo raggiunse la numero otto della Official Singles Chart, rimanendo in classifica per 19 settimane e diventando uno dei più grandi successi della cantante. Nel resto d'Europa il brano si classificò alla numero 13 nei Paesi Bassi, alla numero 29 nelle Fiandre e alla numero 48 in Germania.
In Australia Never, Never, Never (Grande, Grande, Grande) si posizionò prima in classifica mentre arrivò seconda in Sudafrica e terza a Singapore. Negli Stati Uniti il singolo raggiunse la numero 48 della Billboard Hot 100 e la numero otto della Hot Adult Contemporary Tracks.

## Formazione
- Arthur Greenslade – arrangiamenti
- Arthur Greenslade – direttore d'orchestra
- Tony Renis – musica
- Noel Rogers – produzione
- Norman Newell – testo
- Alberto Testa – testo